# Friedrich Hindrichs
Friedrich Hindrichs (* 11. März 1928 in Wermelskirchen; † 7. Dezember 1999) war ein deutscher Politiker und ehemaliger Landtagsabgeordneter (SPD).

## Leben und Beruf
Nach dem Besuch der Volksschule war Hindrichs als Oberlederzuschneider beschäftigt. Er trat 1955 der SPD bei und war in verschiedenen Parteigremien aktiv. Mitglied der Gewerkschaft Leder war er seit 1947. Er war Sozialrichter am Sozialgericht Düsseldorf.

## Abgeordneter
Vom 24. Juli 1966 bis zum 25. Juli 1970 und vom 12. Mai 1975 bis zum 27. Mai 1975 war Hindrichs Mitglied des Landtags des Landes Nordrhein-Westfalen. Er wurde in der sechsten Wahlperiode im Wahlkreis 052 Rhein-Wupper-Kreis II direkt gewählt, in der siebten Wahlperiode rückte er über die Reserveliste seiner Partei nach.
Dem Rat der Stadt Wermelskirchen gehörte er ab 1956 an, dem Kreistag des Rhein-Wupper-Kreises ab 1964. 